# Horacio Colomé
Horacio Colomé (Telde, Gran Canaria, Canarias, 10 de abril de 1990) es un actor y cantautor español. También ha trabajado como modelo y presentador de televisión. Desde 2012 ha desarrollado su carrera en cine, televisión y teatro en países como España, México, Colombia, Francia e Italia.
Se trasladó a Madrid en 2012 para formarse en el Estudio Corazza para el actor, dirigido por Juan Carlos Corazza. Debutó profesionalmente en teatro con la obra Medea, dirigida por José Carlos Plaza, en la que interpretó a Jasón. La producción se presentó en el Festival Internacional de Teatro Clásico de Mérida y en el Festival Iberoamericano de Teatro de Bogotá.
En teatro, en 2022 protagonizó la obra ¿Cómo no ser Montgomery Clift?, escrita por Alberto Conejero y dirigida por Jorge Torres, estrenada en Ciudad de México.
En televisión ha participado en producciones como La Reina del Sur Telemundo y Netflix, Los ricos también lloran y Si nos dejan, ambas de TelevisaUnivision. También ha trabajado en series internacionales como Nine Bodies in a Mexican Morgue BBC, Sony Entertainment Television y Frauds  ITV (cadena de televisión), en las que ha interpretado a personajes de origen mexicano.
En cine, participó en Disco, Ibiza, Locomía (2024) de Kike Maíllo, y recientemente finalizó el rodaje de A una isla de ti, dirigida por Alexis Morante.
En noviembre de 2020 fue galardonado con el premio Jaguar de Oro como actor revelación del año en México.

## Trayectoria

### Series de Televisión
| Año  | Título                           | Personaje                | Canal                        | País                |
| ---- | -------------------------------- | ------------------------ | ---------------------------- | ------------------- |
| 2025 | Frauds                           | Miguel                   | ITV (cadena de televisión)   | Inglaterra          |
| 2024 | Nine bodies in a mexican morgue  | Radio operator           | BBC                          | España              |
| 2024 | Isla brava (serie de televisión) | Álvaro Estrada           | Vix                          | España/México       |
| 2024 | Guasap                           | Varios personajes        | TVE                          | España              |
| 2023 | Dieciocho                        | Profesor Fernández       | Playz                        | España              |
| 2023 | Una vida menos en Canarias       | Ian Montecarlo           | Atresplayer                  | España              |
| 2023 | Las noches de Tefía              | Carlos                   | Atresplayer Buendía Estudios | España              |
| 2023 | El rey Vicente Fernández         | Doctor Patricio          | Netflix Caracol Televisión   | México              |
| 2022 | Rutas de la vida                 | Héctor                   | TV Azteca                    | México              |
| 2022 | Los ricos también lloran         | Detective Ballesteros    | Televisa W Studios Univision | México              |
| 2021 | Si nos dejan                     | Serrano                  | Televisa W Studios Univision | México              |
| 2020 | Herederos por accidente          | Robert                   | Claro Video                  | México              |
| 2019 | La Reina del Sur                 | Fermín                   | Telemundo y Netflix          | Estados Unidos      |
| 2018 | Estoy vivo                       | Agente de policía        | Globomedia, TVE              | España              |
| 2018 | Scalelab mundo                   | James. Actor y director. | Scalelab y Youtube           | Miami y Los Ángeles |
| 2017 | Centro médico                    | Héctor Regojo            | Globomedia, TVE              | España              |
| 2016 | Aquí no se fía                   | Pachi                    | Tv Canaria                   | España              |
| 2015 | Coinland                         | Antonio                  | serie web                    | España              |

### Cine
| Año  | Título                | Director           | Personaje            | País   |
| ---- | --------------------- | ------------------ | -------------------- | ------ |
| 2025 | A una isla de ti      | Alexis Morante     | Javi                 | España |
| 2024 | La madre del monstruo | Daniel León Lacave | Carlos               | España |
| 2024 | Disco, Ibiza, Locomía | Kike Maíllo        | Presentador Mexicano | España |
| 2018 | La tribu              | Fernando Colomo    | Figuración           | España |
| 2012 | Un acto de amor       | Javier Croissier   | Iván, Protagonista   | España |

### Cortometrajes
| Año  | Obra                          | Personaje                     |
| ---- | ----------------------------- | ----------------------------- |
| 2024 | Somnia                        | Carlos, Protagonista          |
| 2022 | Angler                        | Diego, Protagonista           |
| 2018 | La oficina del tiempo perdido | Jose. Protagonista            |
| 2016 | El precio del éxito'          | Enzo. Protagonista            |
| 2016 | Piso franco'                  | Rodrigo                       |
| 2016 | Madame García'                | Periodista. Protagonista      |
| 2015 | Amnesia'                      | Carlos. Protagonista          |
| 2015 | La suerte: partida de póker   | Richard. Protagonista         |
| 2015 | El sueño de Elisa             | Jorge.                        |
| 2014 | Réflexion                     | Monsieur Marcel. Protagonista |

### Programas de TV
| Año  | Programa     | Cadena      | País                                                                                  |
| ---- | ------------ | ----------- | ------------------------------------------------------------------------------------- |
| 2015 | Club Cultura | Pearson PLC | Presentador en Argentina, Chile, Paraguay, Bolivia y Uruguay. Producción para EE. UU. |

### Teatro
| Año  | Título                            | Director                              | Personaje                | País                                                                                                  |                |
| ---- | --------------------------------- | ------------------------------------- | ------------------------ | --- | -------------- |
| 2022 | ¿Cómo no ser Montgomery Clift?    | Jorge Torres                          | Montgomery Clift         | Texto de Alberto Conejero, Ciudad de México                                                           |                |
| 2020 | Don Juan Tenorio                  | José Luis Massó                       | Don Rafael de Avellaneda | Gran Canaria, España                                                                                  |                |
| 2019 | Pasión por Federico García Lorca  | Consuelo Trujillo                     | Noche de los teatros     | Madrid, España                                                                                        |                |
| 2019 | Otro sueño de una noche de verano | Christopher Geitz                     | Lisandro                 | Madrid, Teatro Lara y gira España                                                                     |                |
| 2018 | Rêvolutionnaires, musical         | France Théâtre                        | Miguel                   | Italia, Francia                                                                                       |                |
| 2018 | La tabernera del puerto, zarzuela | Didier Otaola                         | Senén                    | Gran Canaria, Teatro Cuyás, España                                                                    |                |
| 2018 | La verbena de la paloma, zarzuela | Didier Otaola                         | Mozo                     | Gran Canaria, Teatro Cuyás, España                                                                    |                |
| 2018 | Sex appeal                        | Paola Marquínez y Daniel Molina       | Francisco                | Madrid, España                                                                                        |                |
| 2018 | Contra el amor                    | Manuel Campos                         | Protagonista             | Madrid, España                                                                                        |                |
| 2018 | 2017                              | "El gran mercado"                     | Juan Carlos Corazza      | Buen genio                                                                                            | Madrid, España |
| 2016 | El lenguaje del amor              | Juan Carlos Corazza                   | Orsino y Benedicto       | Madrid, España                                                                                        |                |
| 2016 | Alma de dios, zarzuela            | Didier Otaola                         | Señor Adrían y Saturiano | Gran Canaria, Teatro Cuyás, España                                                                    |                |
| 2016 | Detrás de Ibsen                   | Juan Carlos Corazza y Paula Soldevila | Ricardo Bernick          | Madrid, España                                                                                        |                |
| 2015 | Medea                             | José Carlos Plaza                     | Jasón                    | Festival Internacional de Teatro Clásico de Mérida. Protagonista Ana Belén gira por España y Colombia |                |
| 2014 | Querer y necesitar                | Juan Carlos Corazza y Manuel Morón    | Dramaturgo               | Madrid, España                                                                                        |                |
| 2013 | En pocas palabras                 | Juan Carlos Corazza y Rosa Morales    | Dramaturgo               | Madrid, España                                                                                        |                |

### Videoclips
| Año  | Título                 | Artista            | País                         |
| ---- | ---------------------- | ------------------ | ---------------------------- |
| 2019 | Ya no me acuerdo de ti | K-Narias           | Madrid, España               |
| 2018 | Princes cloak          | SNH48              | Corea                        |
| 2017 | True Love              | Jose AM, Máxima FM | Madrid, España               |
| 2016 | Corazón al revés       | La Materialista    | República Dominicana, España |

### Premios y nominaciones
| Año  | Categoría                                       | Motivo                                    | Resultado |
| ---- | ----------------------------------------------- | ----------------------------------------- | --------- |
| 2020 | Jaguar de Oro                                   | Actor revelación del año                  | Ganador   |
| 2020 | International Emmy La Reina del Sur – Season 2” | Non-English Language US Primetime Program | Ganador   |